# Mike Bishop
Michael Dean Bishop dit Mike Bishop, né le 18 mars 1967 à Almont (Michigan), est un homme politique américain, élu républicain du Michigan à la Chambre des représentants des États-Unis de 2015 à 2019.

## Biographie

### Jeunesse et carrière politique locale
Après des études à l'université d'État du Michigan et à l'université du Michigan, Mike Bishop obtient son Juris Doctor en 1993 et devient avocat. Il est élu à la Chambre des représentants du Michigan en 1998 et réélu en 2000. Comme son père Donald Bishop avant lui, il est élu au Sénat de l'État à partir de 2002. Il dirige la majorité sénatoriale du Sénat de 2007 à 2010, durant son deuxième mandat.
En 2010, il se présente au poste de procureur général du Michigan, mais il perd de justesse la convention républicaine face à Bill Schuette. Deux ans plus tard, il se présente sans succès pour être procureur du Comté d'Oakland,, battu par la démocrate sortante Jessica R. Cooper. Il rejoint alors le secteur privé.

### Représentant des États-Unis
En 2014, il se présente à la Chambre des représentants des États-Unis dans le 8e district du Michigan, où le sortant Mike Rogers ne se représente pas. Soutenu par Rogers, il remporte la primaire républicaine face au représentant local Tom McMillin. Il fait campagne pour réduire la taille du gouvernement fédéral et revenir sur l'Obamacare. Il est élu représentant des États-Unis avec 54,6 % des voix face au démocrate Eric Schertzing (42,1 %). Sa circonscription comprend les comtés d'Ingham et de Livingston ainsi qu'une partie du comté d'Oakland. En 2016, il est facilement réélu avec 56 % des suffrages face à la démocrate Suzanna Shkreli (39,2 %).
Lors des élections de mi-mandat de 2018, il affronte la démocrate Elissa Slotkin, qui lève deux fois plus de fonds que lui. Il est attaqué pour son vote en faveur de l'abrogation de l'Obamacare et pâtit de l'impopularité de Donald Trump, dans une circonscription pourtant redessinée en faveur des républicains en 2012. Le 6 novembre, Bishop est battu, rassemblant seulement 46,8 % des voix contre 50,6 % pour Slotkin.